# Alois Lindner
Alois Lindner (* 14. August 1887 in Kelheim; † nach 1943) war ein deutscher Arbeiter, der im Februar 1919 ein Attentat im bayerischen Landtag beging.

## Leben
Alois Lindner war gelernter Metzger und Koch. Er wurde nach dem Sturz der Monarchie 1918 Mitbegründer des Revolutionären Arbeiterrats in München. Am 21. Februar 1919 erreichte die Nachricht vom Mord an dem bayerischen Ministerpräsidenten Kurt Eisner (USPD) durch den völkisch-rechtsextremen Attentäter Anton Graf von Arco auf Valley den im Landtagsgebäude tagenden Revolutionären Arbeiterrat. Daraufhin stürmte Lindner kurz nach 11 Uhr bewaffnet in die konstituierende Sitzung des neugewählten Landtags, die der Alterspräsident Eugen Jäger leitete. Er streckte den politischen Rivalen Eisners, den Innenminister Erhard Auer (SPD), den er als Drahtzieher dieses Verbrechens sah, mit einem gezielten Schuss nieder. Der Major Paul von Jahreiß versuchte Lindner aufzuhalten und wurde von ihm getötet; Auer überlebte schwer verletzt. Ob die Kugel, die während des Tumults den Landtagsabgeordneten Heinrich Osel tödlich traf, ebenfalls aus Lindners Waffe stammte, konnte nicht geklärt werden, da gleichzeitig von der Besuchergalerie herab ein Unbekannter in das Plenum feuerte. Lindner entkam und flüchtete nach Ungarn, wurde jedoch noch im selben Jahr in Österreich festgenommen und ausgeliefert.
Am 15. Dezember 1919 wurde er vom Volksgericht München wegen versuchten Totschlags und erschwerten Totschlags zu 14 Jahren Zuchthaus verurteilt. Von seiner Strafe musste er acht Jahre in Straubing absitzen. Als im Oktober 1927 aus Anlass des 80. Geburtstags des Reichspräsidenten Paul von Hindenburg 71 politische Gefangene begnadigt wurden, war Lindner nicht unter ihnen. Er kam nach einer Kampagne der Roten Hilfe Deutschlands, die von zahlreichen Intellektuellen unterstützt wurde und neben vielen anderen auch seiner Freilassung galt, im Zuge der Koch-Amnestie vom 14. Juli 1928 frei.
Anfang der 1930er-Jahre emigrierte er in die Sowjetunion, kämpfte in der Roten Armee und arbeitete für die KPdSU bis 1941 in Moskau als „Agitator“. 1943 verlieren sich seine Spuren in Kalinin.

## Werke
- Abenteuerfahrten eines revolutionären Arbeiters. Neuer Deutscher Verlag, Berlin 1924.[6]